# 富士花鳥園

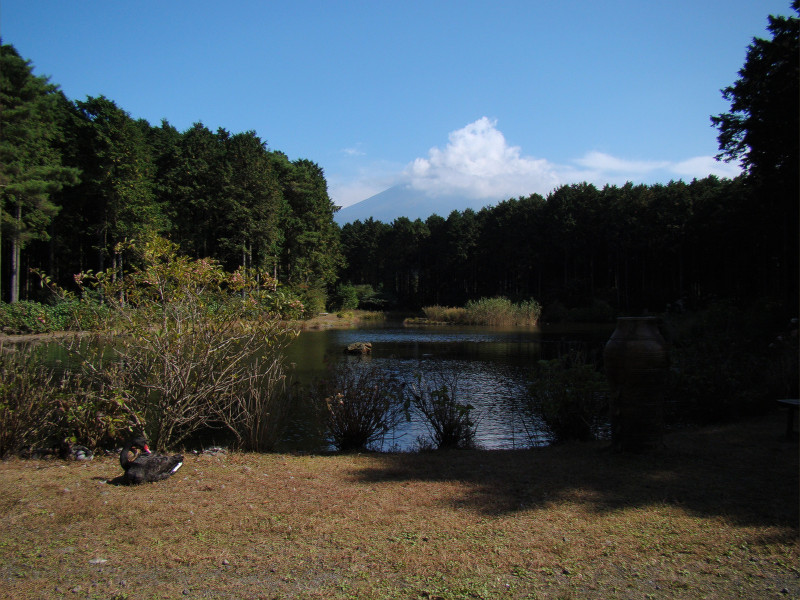
富士山を望める屋外の池

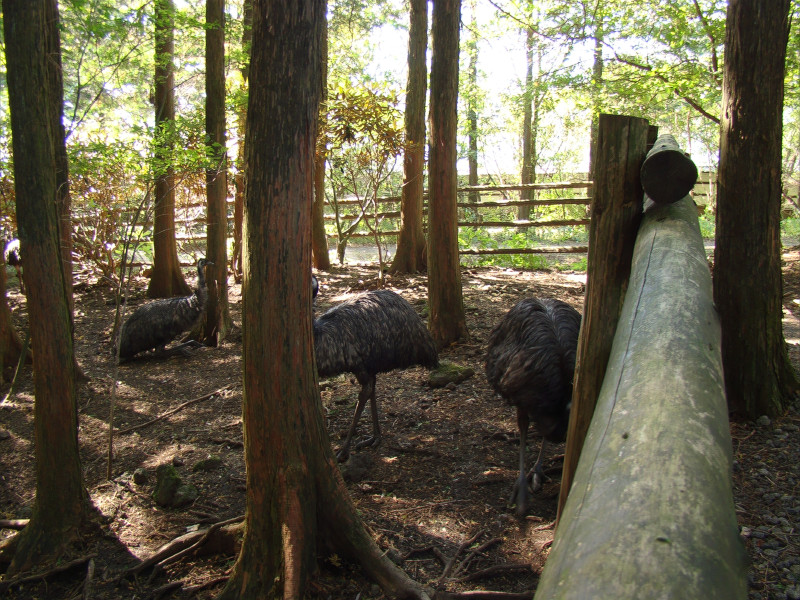
森の中のエミュー牧場

富士花鳥園（ふじかちょうえん）は、静岡県富士宮市根原にあるテーマパークの一つ。花の中で鳥と遊べる全天候型テーマパーク。フクシアやベゴニアが配された大温室の中でインコやフクロウたちと直に触れ合うことが出来る。

## 概要
1990年（平成2年）、「富士国際花園」として開園。2008年（平成20年）に現在の園名に変更された。
2025年1月14日（火）から休園中。2025年1月23日、運営を行う加茂株式会社が東京地裁より破産開始決定を受ける。翌1月24日にはノースサファリサッポロを運営する有限会社サクセス観光に譲渡されサクセス観光の登記簿上では富士花鳥園の住所に支店が登録されているが、3月中旬には土地の契約を解消したいと富士宮市に申し入れ、富士宮市はこれを受けて5月9日に敷地に関する賃貸借契約を解除したと発表した。

## 主な動植物
- フクロウ類
- ロリキート類
- エミュー
- ケープペンギン
- ベゴニア類
- フクシア類

## アクセス
- バス
  - 新富士駅・富士宮駅・富士山駅・河口湖駅から富士急静岡バスに乗り、「富士丘入口」下車。徒歩10分。

## 加茂グループの他関連施設
- 加茂荘花鳥園（旧・加茂花菖蒲園）